# Korat
Korat är en kattras som härstammar från Thailand sedan 1300-talet.
Rasens ursprungliga namn är Si-Sawat, som betyder färg och välgång.

## Utseende
Koraten har kort, silvergrå päls. Pälsen är "silvertippad", det vill säga varje hårstrå är ljusare i toppen än vid roten, vilket gör att det ser ut som att kattens päls skimrar när den rör sig. Det finns inga färgvarianter. Ögonen är runda och gröna eller (på den unga katten) bärnstensfärgade. 
Koraten är en atletiskt byggd medelstor katt, men den ger intryck av att vara liten och nätt.

## Temperament
Koraten är en aktiv och sällskaplig ras. De är intelligenta och nyfikna, vilket gör att de kräver stimulans och lek.

## Historia
Koraten har sitt ursprung i Thailand. Till Sverige kom koraten år 1978 men den är ännu relativt ovanlig här.